# Maksim Agapov
Maksim Agapov (ru: Максим Агапов) (sinh ngày 20 tháng 3 năm 1988) là một cầu thủ bóng đá người Kyrgyzstan thi đấu ở vị trí thủ môn cho Xorazm FK Urganch. Trước đó anh thi đấu cho Neftchi Kochkor-Ata, nhưng sau khi câu lạc bộ giải thể, anh chuyển đến đội bóng hiện tại đang thi đấu.

## Sự nghiệp

### Câu lạc bộ
Vào tháng 9 năm 2014, Agapov trở lại Dordoi Bishkek.

### Quốc tế
Anh là thành viên của Đội tuyển bóng đá quốc gia Kyrgyzstan.

## Thống kê sự nghiệp

### Quốc tế
| Kyrgyzstan national team | Kyrgyzstan national team | Kyrgyzstan national team |
| Năm                      | Số trận                  | Bàn thắng                |
| ------------------------ | ------------------------ | ------------------------ |
| 2007                     | 4                        | 0                        |
| 2008                     | 2                        | 0                        |
| 2009                     | 2                        | 0                        |
| 2010                     | 0                        | 0                        |
| 2011                     | 0                        | 0                        |
| 2012                     | 1                        | 0                        |
| 2013                     | 1                        | 0                        |
| 2014                     | 0                        | 0                        |
| 2015                     | 0                        | 0                        |
| Tổng                     | 10                       | 0                        |

Thống kê chính xác đến trận đấu diễn ra ngày 21 tháng 3 năm 2013

## Danh hiệu

### Cá nhân
- Thủ môn xuất sắc nhất năm (1): 2009[4]